# Laminado de fibra de metal
El laminado de fibra de metal o FML (acrónimo del inglés de Fibre Metal Laminate) es un tipo de material metálico que consiste en un laminado de varias capas muy finas de metal intercaladas con varias capas de material compuesto. Esto permite que el material se comporte como una simple estructura de metal, pero con ventajas considerables con respecto a su par monolítico, tales como:
- Mayor tolerancia a daños sobre todo a impactos y fatiga del metal.
- Mayor resistencia a la corrosión.
- Mayor resistencia al fuego.
- Menor peso específico.
- Adaptación a propiedades mecánicas específicas.

El laminado de fibra de metal es a veces considerado erróneamente un material compuesto, su fabricación como sus propiedades y diseño estructural guardan poca relación con estructuras compuestas, las capas de metal y material compuesto son repartidas utilizando principalmente técnicas convencionales de materiales metálicos, por lo que los FMLs pertenecen a la clase de mezclas heterogéneas
Actualmente los materiales FML más usados en la industria son:
- El GLARE (capas de metal intercaladas con capas de fibra de vidrio) y
- El ARALL (capas de metal intercaladas con capas de fibra de aramida)